# Карпово (Кіровський район)
Ка́рпово (рос. Карпово) — село в Кіровському районі Ленінградської області, Росія.